# Tanglapui Timur
Tanglapui Timur is een bestuurslaag in het regentschap Alor van de provincie Oost-Nusa Tenggara, Indonesië. Tanglapui Timur telt 430 inwoners (volkstelling 2010).